# Pottsboro (Texas)
Pottsboro es una ciudad ubicada en el condado de Grayson, Texas, Estados Unidos. Según el censo de 2020, tiene una población de 2488 habitantes.

## Geografía
Pottsboro se encuentra ubicado en las coordenadas 33°46′18″N 96°40′15″O / 33.77167, -96.67083. Según la Oficina del Censo de los Estados Unidos, Pottsboro tiene una superficie total de 8.5 km², correspondientes en su totalidad a tierra firme

## Demografía
Según el censo de 2010, había 2160 personas residiendo en Pottsboro. La densidad de población era de 291,5 hab./km². De los 2160 habitantes, Pottsboro estaba compuesto por el 92.45 % blancos, el 0.37 % eran afroamericanos, el 2.45 % eran amerindios, el 0.93 % eran asiáticos, el 0 % eran isleños del Pacífico, el 1.34 % eran de otras razas y el 2.45 % pertenecían a dos o más razas. Del total de la población el 4.54 % eran hispanos o latinos de cualquier raza.